# Sproglige virkemidler
Sproglige virkemidler er en bred retorisk betegnelse for virkemidler til at øge effekten på ens tale eller argumentation. Virkemidlerne bruges i mange vidt forskellige situationer, som afhænger af formål eller publikum.

## Typer af virkemidler

### Anafor
Gentagelser, hvor man gentager første led af sætningen eller afsnittet.

Ex. I have a dream….

### Epifor
Gentagelser af sidste del af sætningen.

Ex. Ich bin ein Berliner

### Antitese
Brugen af modsætninger for at forstærke sin pointe eller gøre en rigtig mere klar.

Ex. Det larmer som en boret knallert på en frostnat.

### Kiasme
Krydsstilling af ord eller begreber, som kan virke elegant eller fængende.

Ex. Spørg ikke hvad landet kan gøre for dig, men hvad du kan gøre for landet.

### Triade
3-tallet bruges.

Ex. Vi har alle en andel, vi har alle et ansvar, vi har alle en ret.

Kan bruges med graduering!
Ex. Nogle kommer dryssende, et par stykker kommer snigende, men den sidste kommer krybende.

### Litote
Brugen af underdrivelse.

Ex. Det er ikke så ringe endda.

### Hyperbel
Brugen af overdrivelse.

Ex. Mit nye bord kostede en bondegård.

### Retorisk spørgsmål
Et spørgsmål man ikke forventer svar på eller som man selv svarer på.

Ex. Kan vi ikke gøre det lidt bedre.

### Metafor
Billedsprog, hvor man skifter et billede ud med et andet, for at tilføje mening.

Ex. Bilernes dårlige ånde er så slem når man kommer lige fra sin hule.